# 李逵 (原王)
李逵（8世纪？—832年8月17日），唐朝皇子，是唐代宗的第十九子，生母不详。
生年不详，从异母兄李迥生年推断，当在750年之后。大历十年（775年）二月，李逵被他父亲唐代宗封为原王，开府仪同三司；但是不出阁。唐文宗大和六年（832年）七月十八戊申，李逵去世。

## 延伸阅读
[在维基数据编辑]
 《舊唐書·卷116》，出自刘昫《舊唐書》